# Едуардас Розенталіс
Едуардас Розенталіс (лит. Eduardas Rozentalis; нар. 27 травня 1963, Вільнюс) – литовський шахіст і шаховий тренер (Тренер ФІДЕ від 2014 року), гросмейстер від 1991 року.

## Шахова кар'єра
Наприкінці 1980-х років належав до когорти провідних радянських юніорів, тричі (1984, 1985, 1987) перемігши на турнірах молодих майстрів. 1990 року переміг на своєму першому міжнародному турнірі в Женеві. У наступних роках здобув низку турнірних успіхів, зокрема: 1997 року поділив 1-ше місце в Гастінгсі і Беер-Шеві, у 2000 і 2003 переміг у Монреалі (першого разу разом із Сергієм Смагіним), у 2002 році виборов титул чемпіона Литви і переміг у Каппель-ла-Гранд, 2003 року знову переміг у Каппель-ла-Гранд (разом із, зокрема, Євгеном Мірошниченком і Володимиром Бурмакіним), а також у Геусдалі, у 2004 році поділив 1-ше місце на турнірах open у Гамбурзі і Генуї, а також вигравав у Аугсбурзі, 2005 року поділив 1-ше місце в Кавалі та Стокгольмі (турнір Кубок Рілтона 2005/06 років), у 2006 році знову переміг у Геусдалі, тоді як у 2007 році поділив 2-ге місце в Трізені (позаду Олександра Бабуріна, разом з Іваном Фараго) і в Геусдалі (позаду Магнуса Карлсена, разом з Михайлом Красенковим і Лайошом Портішом). 2008 року переміг в Аугсбурзі, а також поділив 1-ше місце в Бад-Верісгофені (разом з Генріком Теске, Владиславом Боровиковим, Володимиром Бурмакіним, Юрієм Дроздовським і Владіміром Георгієвим), Монреалі (разом з Олександром Моїсеєнком, Матьє Корнеттом і Віктором Міхалевським) і Салоніках (разом з Тамазом Гелашвілі). 2009 року посів 2-ге місце (позаду Радослава Войташека) на меморіалі Мечислава Найдорфа, який відбувся у Варшаві. 2013 року переміг на відкритому чемпіонаті Норвегії, який відбувся у Фагернесі.
Двічі взяв участь у чемпіонатах світу ФІДЕ, які відбулись за олімпійською системою: 1997 року в Гронінгені пробилися в 2-й раунд (у якому програв Сергієві Тівякову), а 1999 року вибув у 1-му раунді, поступившись Левонові Ароняну.
Починаючи з відновлення незалежності Литви в 1991 році є основним гравцем збірної країни. Неодноразово представляв Литву на командних змаганнях, зокрема: дев'ять разів на шахових олімпіадах (1992, 1994, 1996, 1998, 2002, 2004, 2006, 2008, 2010) і п'ять разів на командних чемпіонатах Європи (1992, 1997, 1999, 2005, 2007).
Починаючи з 1996 року грає за клуб KSz Polonia Warszawa, у складі якого чотири рази виграв медалі клубного Кубка Європи: 3 срібні (1997, 1999, 2001) і бронзову (2002). Неодноразово здобував медалі клубного чемпіонату Польщі, зокрема 9 разів золоті (1996, 1999, 2000, 2001, 2002, 2006, 2007 – у складі клубу Hetman Katowice, 2009, 2011).
Найвищий рейтинг Ело в кар'єрі мав станом на 1 січня 1997 року, досягнувши 2650 очок ділив тоді 19-20-те місце в світовому рейтинг-листі ФІДЕ, одночасно займаючи 1-ше місце серед литовських шахістів.

## Вибрані публікації
- Vierzig kommentierte Partien 1983-1997, ISBN 3-923532-65-2, 1998
- Play the 2 c3 Sicilian, ISBN 1-901983-56-0, 2002

## Зміни рейтингу
| На цьому місці має відображатися графік чи діаграма, однак з технічних причин його відображення наразі вимкнено. Будь ласка, не видаляйте код, який викликає це повідомлення. Розробники вже працюють для того, щоби відновити штатне функціонування цього графіка або діаграми. | |
| | На цьому місці має відображатися графік чи діаграма, однак з технічних причин його відображення наразі вимкнено. Будь ласка, не видаляйте код, який викликає це повідомлення. Розробники вже працюють для того, щоби відновити штатне функціонування цього графіка або діаграми. |